# Markhoz
Markhoz (persiska: مَرخَز, مَرخُز, مُرخوُز, مُرخُز, مرخز) är en ort i Iran.   Den ligger i provinsen Kurdistan, i den nordvästra delen av landet, 500 km väster om huvudstaden Teheran. Markhoz ligger 1 697 meter över havet och antalet invånare är 909.
Terrängen runt Markhoz är kuperad.Runt Markhoz är det ganska glesbefolkat, med 50 invånare per kvadratkilometer. Närmaste större samhälle är Saqqez, 12,8 km öster om Markhoz. Trakten runt Markhoz består i huvudsak av gräsmarker.